# 遠藤直經
遠藤直經（1531年？—1570年8月9日）是日本戰國時代的武將。淺井氏家臣。父親是遠藤主膳。
遠藤氏是鐮倉武士出身，在鐮倉時代得到近江領地。

## 生平
在享祿4年（1531年）於近江國坂田郡（現今滋賀縣米原市）柏原庄出生。祖先代代在須川山一帶，以須川城為居城。與赤尾氏等同樣，在淺井氏成為京極氏的被官以來，就是譜代家臣。

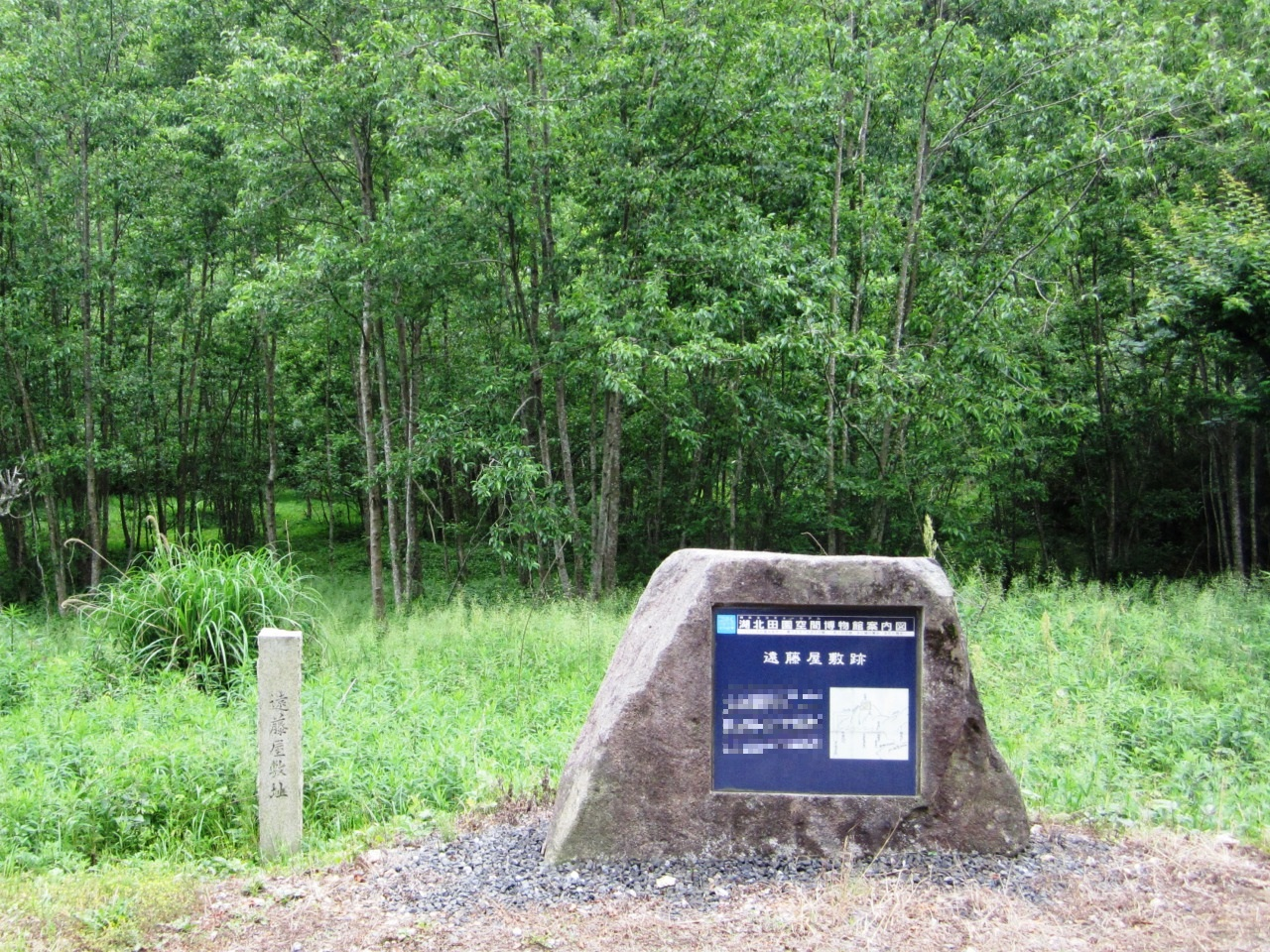
小谷城下的遠藤屋敷址（現今滋賀縣長濱市）

被允許在小谷城下的清水谷持有居館，令兒子留在居城，自身則於清水谷守備。擔任淺井長政的傅役，在長政年幼時期開始，已經擔任相談役，因此受長政深厚信賴，在長政決定進攻六角氏前，與淺井玄蕃和長政商議。

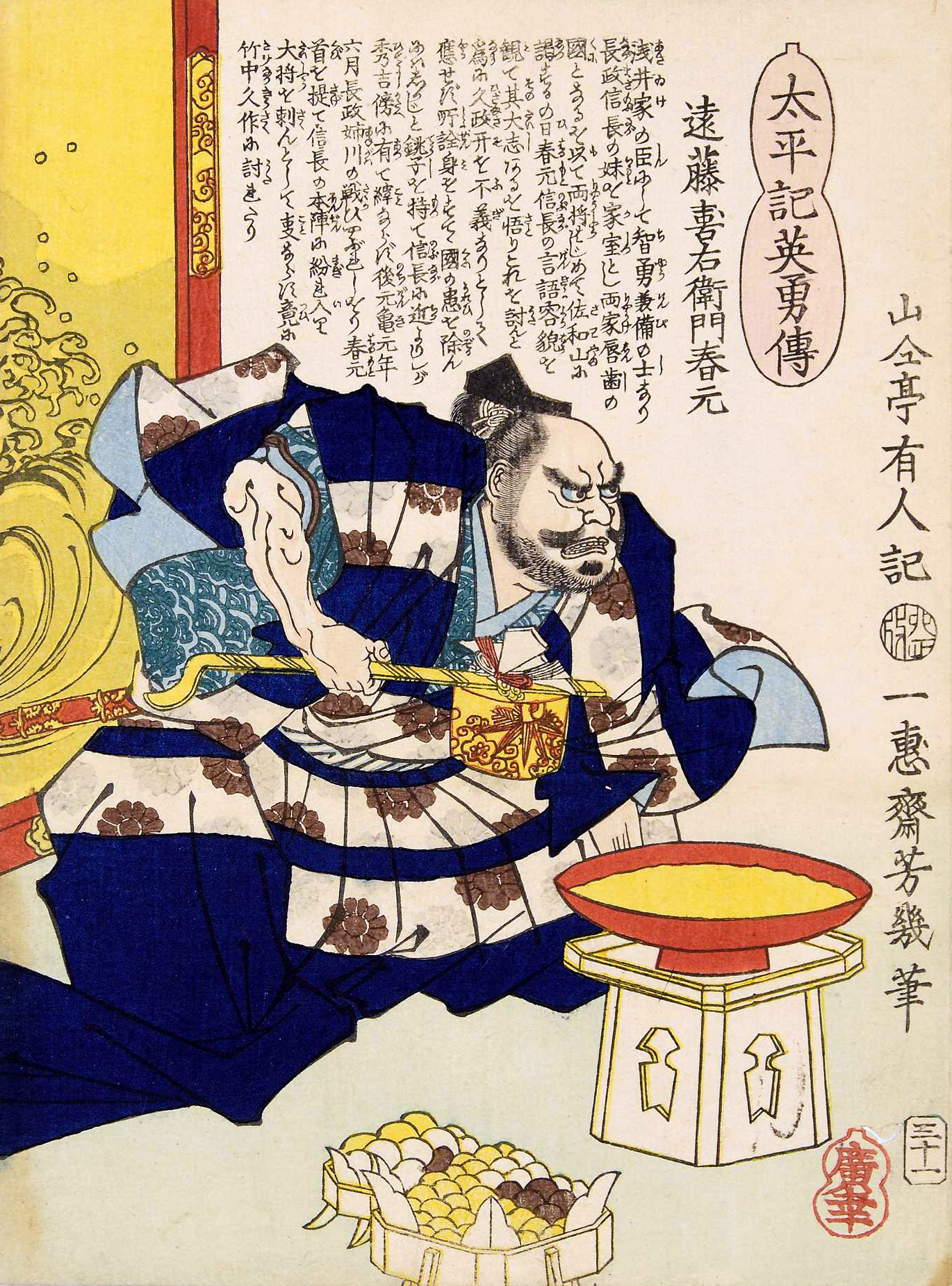
太平記英勇傳　遠藤喜右衛門春元（落合芳幾畫）

很早就發現織田信長的才能。永祿11年（1568年），淺井家和織田家還是同盟關係的時候，負責接待訪問近江佐和山城的信長，向長政進言暗殺信長。不過長政（一說久政）以毒殺違反信義為由拒絕。
在織田氏和朝倉氏關係惡化時，淺井家中出現應重視朝倉的舊緣，還是重視與織田的婚姻關係的討論，此時，強硬主張投向織田家。因為相當厭惡朝倉家當主朝倉義景的優柔寡斷，以及作為淺井家的重臣，在接待信長時，對信長的內政外交手腕有相當高的評價。最終，長政採用父親久政等人投向朝倉家的意見。

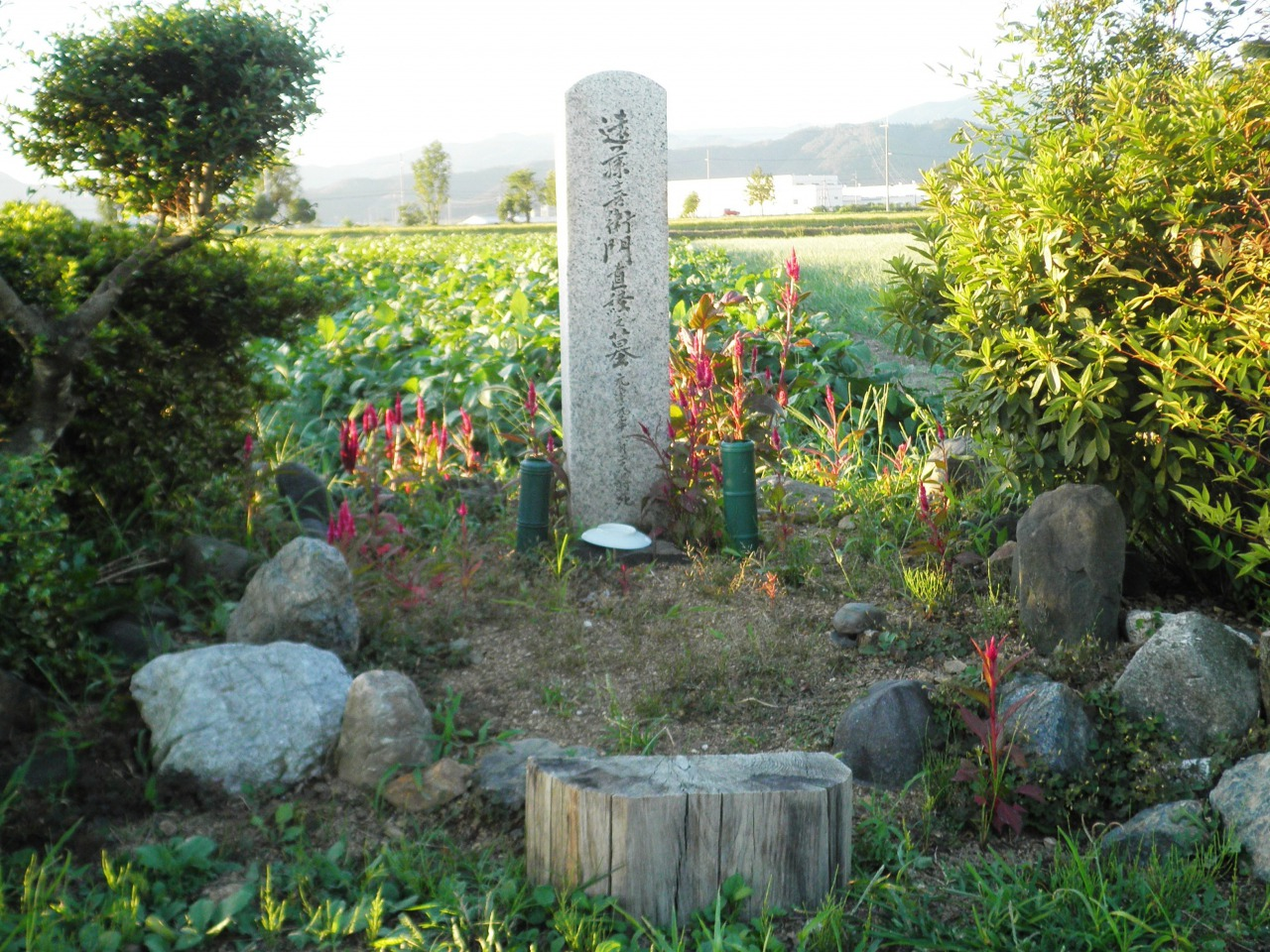
相傳是遠藤直經戰死之地「遠藤塚」，現今已被毀壞（滋賀縣長濱市）

元龜元年（1570年），在姊川之戰中，淺井軍潰敗時，舉起己方武將三田村左衛門的首級，並假裝成織田軍將領，打算混入信長本陣刺殺信長，在信長本陣前數十米處，被竹中重治的弟弟久作（重矩）（一說是其後見不破矢足）發現，於是被捕並斬首，於是被當作久作的戰功。竹中兄弟在以前離開美濃國齋藤氏後，曾作為客人居留在淺井家中，在這段時期曾見過淺井家的重臣直經的樣貌。

## 人物
- 一說指與伊賀忍者有關係，負責進行淺井家的諜報活動。而關於選擇伊賀而非在近江甲賀忍者的原因，是因為甲賀在六角家的支配下，與六角家有很深的關係，因此不能與甲賀的忍者眾建立關係，於是與遠離近江的伊賀眾建立關係。